# Salins-Fontaine
Salins-Fontaine is een gemeente in het Franse departement Savoie (regio Auvergne-Rhône-Alpes). De plaats maakt deel uit van het arrondissement Albertville. Salins-Fontaine is op 1 oktober 2016 ontstaan door de fusie van de gemeenten Fontaine-le-Puits en Salins-les-Thermes. De gemeente telde 959 inwoners op 1 januari 2022.

## Geografie
De oppervlakte van Salins-Fontaine bedroeg op 1 januari 2022 8,64 vierkante kilometer; de bevolkingsdichtheid was toen 111 inwoners per km².
De onderstaande kaart toont de ligging van Salins-Fontaine met de belangrijkste infrastructuur en aangrenzende gemeenten.

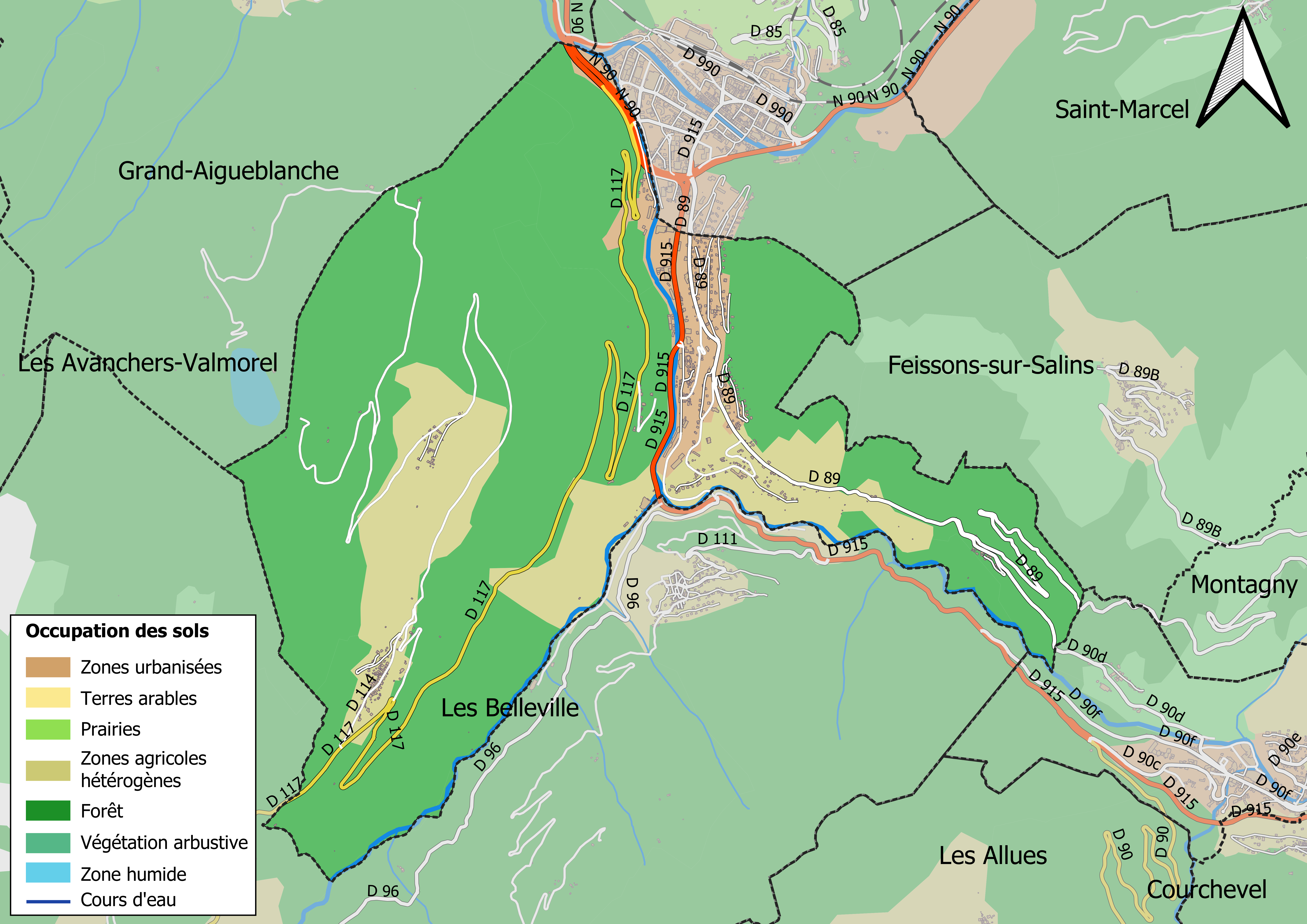